# Verzorgingsplaats Kriekampen
Verzorgingsplaats Kriekampen is een Nederlandse verzorgingsplaats, gelegen aan de noordzijde van de A58 in de richting Eindhoven-Vlissingen tussen afritten 7 en 8 in de gemeente Oirschot.
Aan de overzijde van de snelweg ligt verzorgingsplaats Kloosters. 
Richting Vlissingen: Kriekampen · Brehees · Blaak · Molenheide · Lage Aard · Bremberg · Hoezaar · Spuitendonk · Wouwse Tol Noord · 't Scheld · Vliete · Selnisse
Richting Eindhoven: Arnemuiden · Vliedberg · Voetpomp · Het Rak · Wouwse Tol Zuid · Mastpolder · Liesbos · Hooge Aard · Raakeind · Leikant · Kerkeind · Kloosters